# 素贞环蛇
素贞环蛇（学名：Bungarus suzhenae）一种陆生剧毒蛇，隶属于眼镜蛇科环蛇属。

## 形态特征
素贞环蛇头、背呈黑色，具有26～38条白色窄横纹，腹面呈白色。素贞环蛇与银环蛇（Bungarus multicinctus）形态相似，部分外部形态、牙齿特征等方面有明显区别。且被本种咬伤后局部疼痛明显并伴有伤口周围皮肤发黑，与被银环蛇咬伤局部无明显痛感、不红不肿等临床表现不同。

## 发现命名
2015年，有学者在云南省盈江县进行野外调查时被“银环蛇”咬伤，因临床表现与银环蛇咬伤的状况不同，因此怀疑为不同物种。2021年中国学者确定其为一新物种，并以中国民间传说人物白素贞命名。素贞环蛇是首个中国学者命名的环蛇属物种。

## 保护
本种于2023年被收录入《有重要生态、科学、社会价值的陆生野生动物名录》。

## 香港2025年少年遭咬中毒個案
五度血漿置換